# NGC 5930
NGC 5930 est une galaxie spirale intermédiaire située dans la constellation du Bouvier. NGC 5930 a été découverte par l'astronome germano-britannique William Herschel en 1787.
NGC 5930 et NGC 5929 forment une paire de galaxies en interaction gravitationnelle.

## Description
Sa vitesse par rapport au fond diffus cosmologique est de 2 726 ± 7 km/s, ce qui correspond à une distance de Hubble de 40,2 ± 2,8 Mpc (∼131 millions d'al).
La classe de luminosité de NGC 5930 est II et elle présente une large raie HI. Elle renferme également des régions d'hydrogène ionisé. En raison d'une brillance de surface égale à 11,84 mag/am2, on peut qualifier NGC 5845 de galaxie présentant une brillance de surface élevée.
À ce jour, quatre mesures non basées sur le décalage vers le rouge (redshift) donnent une distance de 34,225 ± 5,126 Mpc (∼112 millions d'al), ce qui est à l'intérieur des valeurs de la distance de Hubble. Notons cependant que c'est avec la valeur moyenne des mesures indépendantes, lorsqu'elles existent, que la base de données NASA/IPAC calcule le diamètre d'une galaxie et qu'en conséquence le diamètre de NGC 5930 pourrait être d'environ 24,6 kpc (∼80 200 al) si on utilisait la distance de Hubble pour le calculer.

## Groupe d'UGC 9858
NGC 5930 est une galaxie brillante dans le domaine des rayons X et elle fait partie du groupe d'UGC 9858. Selon un article publié par Sengupta et Balasubramanyam en 2006, ce groupe de galaxies compte au moins cinq membres. Les quatre autres galaxies sont  NGC 5929, UGC 9856, UGC 9857 et UGC 9858. M102 est désigné comme NGC 5866 dans l'article de Sengupta et Balasubramanyam.
Ce même groupe est aussi mentionné dans un article publié par A.M. Garcia en 1993 avec les cinq même galaxies.